# 武藏野之森綜合體育廣場

武藏野之森綜合體育廣場（日语：武蔵野の森総合スポーツプラザ）是位於日本東京都調布市的室內體育場館。此處舉辦2020年夏季奧林匹克運動會(東京奧運)羽球和現代五項擊劍項目比賽，以及2020年夏季帕拉林匹克運動會輪椅籃球比賽。主體育場可容納超過10000人，還包括供公眾使用的一座游泳池、一座健身房、一個綜合場地和兩座健身工作室。
2025年2月14日，京王正式获得该场馆的冠名权，为期3年，该场馆也于同年5月1日更名为京王体育馆TOKYO（日語：京王アリーナTOKYO）。

## 交通
距離該場館最近的鐵路車站是京王線飛田給站，此外該場館一旁即為東京體育場。

## 外部連結
- 武蔵野の森総合スポーツプラザ （页面存档备份，存于） （日語）
- 東京都オリンピック・パラリンピック準備局よるスタジアム紹介 （页面存档备份，存于） （日語）
- 武蔵野の森総合スポーツ施設基本構想（調布市） （页面存档备份，存于） （日語）